# ポアソン多様体
多様体 M がポアソン多様体（ポアソンたようたい、英: Poisson Manifold）であるとは、M 上の C∞ 級関数全体のなすベクトル空間を C∞(M) と表すとき、次の性質を満たす写像 {\displaystyle \{\cdot ,\cdot \}\colon C^{\infty }(M)\times C^{\infty }(M)\to C^{\infty }(M)} が存在することをいう。
1. {\displaystyle \{\cdot ,\cdot \}} は、{\displaystyle \mathbb {R} }-双線形形式である。
2. {\displaystyle \,\{f,g\}=-\{g,f\}\,}
3. {\displaystyle \,\{\{f,g\},h\}+\{\{g,h\},f\}+\{\{h,f\},g\}=0\,}　:ヤコビ律
4. {\displaystyle \,\{f,gh\}=g\{f,h\}+h\{f,g\}\,}

このとき、写像 {\displaystyle \{\cdot ,\cdot \}\colon C^{\infty }(M)\times C^{\infty }(M)\to C^{\infty }(M)} を M 上のポアソン構造、もしくはポアソン括弧と呼ぶ。

## 例
{\displaystyle \,(M,\omega )\,} をシンプレクティック多様体とする。このとき、{\displaystyle M}上にポアソン構造が次のようにして定義できる。
{\displaystyle \,\{f,g\}=\omega (X_{f},X_{g})\,}
ここで、{\displaystyle \,X_{f},X_{g}\,} はそれぞれ {\displaystyle \,f,g\,} から定まるハミルトンベクトル場である。従って、シンプレクティック多様体はポアソン多様体でもある。しかしながら、ポアソン多様体がシンプレクティック多様体であるとは限らない。
{\displaystyle (q_{1},\cdots ,q_{n},p_{1},\cdots ,p_{n})} をダルブー座標とすると、シンプレクティック多様体上のポアソン構造は、
{\displaystyle \{f,g\}=\sum _{i=1}^{n}\left({\frac {\partial f}{\partial p_{i}}}{\frac {\partial g}{\partial q_{i}}}-{\frac {\partial f}{\partial q_{i}}}{\frac {\partial g}{\partial p_{i}}}\right)}
と書ける。